# 12278 Kisohinoki
12278 Kisohinoki là một tiểu hành tinh vành đai chính với chu kỳ quỹ đạo là 1604.7615772 ngày (4,39 năm).
Nó được phát hiện ngày 21 tháng 11 năm 1990.